# Nova Cerkev
Nova Cerkev este o localitate din comuna Vojnik, Slovenia.